# Cardiocephalus brandesi
Cardiocephalus brandesi är en plattmaskart. Cardiocephalus brandesi ingår i släktet Cardiocephalus och familjen Strigeidae. Inga underarter finns listade i Catalogue of Life.